# Sudetská demonstrace
Tzv. sudetská demonstrace, či demonstrace sudetských Němců z úterý 4. března 1919 byla demonstrace v Československu, při níž sudetští Němci požadovali začlenění svého území v rámci Německého Rakouska namísto určení trvalého pobytu v novém československém státě. Demonstrace se konaly například ve městech Teplice, Kadaň nebo Nový Jičín.

## Předchozí události
Poslední poslanci Říšské rady za německojazyčná území vyhlásili v říjnu 1918 v těchto oblastech nový stát jako členové Provizorního národního shromáždění ve Vídni a 12. listopadu 1918 a rozhodli o jeho přičlenění k Německu. Přesto byla tato území v době od 1. listopadu 1918 do 31. ledna 1919 obsazena českou armádou. Němečtí Rakušané s tím zjevně nepočítali a podcenili vojenskou pohotovost. Na některých místech došlo k bojům, a to zejména 27. až 29. listopadu v Mostě a 3. prosince v Kaplici v jižních Čechách, dále pak také na několika místech jižní Moravy. Naproti tomu civilní odpor byl značný, několik měst bylo ochotno se vzdát teprve pod hrozbou odstřelování dělostřelectvem (např. Most, Cheb, Šumperk). Kaplice byla 3. prosince skutečně zasažena několika dělostřeleckými střelami. V několika městech byli bráni rukojmí, aby se zajistilo odzbrojení Německých Rakušanů. Počet obětí bojů na německé straně dosáhl asi 20, počet českých obětí není znám.
16. února 1919 se v Německém Rakousku konaly volby do národního shromáždění.
Konkrétním podnětem k demonstraci 4. března 1919 bylo zahajovací zasedání národního shromáždění Německého Rakouska , které se konalo téhož dne ve Vídni, na nichž německá území Čech, Moravy a Rakouského Slezska nebyla kvůli českému bojkotu zastoupena, na rozdíl od předchozího Provizorního národního shromáždění, sestávajícího z poslanců rakouské Říšské rady vzešlých z voleb v roce 1911.
Dalším podnětem pro nepokoje bylo kolkování bankovek, vedoucí k rozsáhlému znehodnocení peněz. Iniciativa k demonstracím vzešla od sudetoněmeckých sociálních demokratů pod vedením Josefa Seligera, tehdejšího předsedy strany českých a moravských Němců. K výzvě se připojily všechny ostatní německé strany.
K požadavkům vysloveným 4. března pod černo-červeno-zlatými prapory, patřilo především právo na sebeurčení, jež bylo americkým prezidentem Woodrowem Wilsonem vyhlášeno jako základní princip mírového ujednání. Kromě toho řečníci požadovali stažení českých vojáků a vydání zadržovaných dodávek potravin a uhlí.

## Důsledky
Demonstrace rychle nabraly agresivní charakter, docházelo k hanobení státních symbolů Československé republiky, napadání a vyhánění čs. úředníků a k napadání a pokusů o odzbrojení čs. vojenských hlídek (několik vojáků bylo davem zabito). Ve Šternberku došlo k vyrabování četnické stanice, ozbrojení demonstrantů a k následným pouličním bojům, které potlačil až přivolaný vojenský asistenční oddíl. Za těchto okolností čs. vojsko v sebeobraně zahájilo střelbu do davu. Krátce po poledni byly demonstrace ve většině měst krvavě potlačeny střelbou. Při střelbě přišlo na straně sudetoněmeckých demonstrantů o život 54 osob, z toho 25 v Kadani, 16 ve Šternberku, 6 v Karlových Varech, 2 v Hostinném, 2 v Chebu, 2 ve Stříbře a 1 v Ústí nad Labem. Mezi zabitými bylo 20 žen a dívek, jeden 80letý stařec a chlapci ve věku 14, 13 a 11 let.
Další dvě oběti na životech byly ještě 3. března v Chebu a další dvě 5. března v Karlových Varech. Kromě toho bylo ještě asi 200 zraněných.
Oběti ze 4. března 1919 byly odškodněny ČSR i po okupaci Třetí říší, pachatelé nebyli nikdy vypátráni ani potrestáni. Pro Sudetské Němce se 4. březen stal pamětním dnem jako „den sebeurčení“, který si po “Mnichově“ v roce 1938 přivlastnili nacionální socialisté a zneužili ke své propagandě.

## Oběti
| jméno                     | město                     | práce                   | národnost | obraz |
| ------------------------- | ------------------------- | ----------------------- | --------- | ----- |
| František Jarch           | Ústí nad Labem            | řezník                  | Němec     |       |
| Anna Saxová               | Hostinné/okres. Vrchlabí/ | žena pivov. sklepmistra | Češka     |       |
| Aloisie Baudischová       |                           | posluhovačka            | Němka     |       |
| Markéta Reindlová         | Cheb                      |                         | Němka     |       |
| Josef Christl             | Cheb                      | kand. učit.             | Němec     |       |
| Franz Schneider           | Kadaň                     | obuvník                 | Němec     |       |
| Josef Wolf                | Kadaň                     | nádeník                 | Němec     |       |
| Erich Benesch             | Kadaň                     | mistr v přádelně        | Němec     |       |
| Andreas Benedickt         | Kadaň                     | pekař                   | Němec     |       |
| Františka Patzlerová      | Kadaň                     | žena koželuha           | Němka     |       |
| Anna Rottová              | Kadaň                     | žena klempíře           | Němka     |       |
| Marie Zienerová           | Kadaň                     | šička                   | Němka     |       |
| Marianne Sturmová         | Kadaň                     | šička                   | Němka     |       |
| Karel Tauber              | Kadaň                     | školák                  | Němec     |       |
| Ludmila Doleschalová      | Kadaň                     | šička                   | Češka     |       |
| Leopoldina Mederová       | Kadaň                     | šička                   | Češka     |       |
| Karel Lochschmidt         | Kadaň                     | školák                  | Němec     |       |
| Pavla Schmiedlová         | Kadaň                     | dcera lakýrníka         | Němka     |       |
| Vilém Fiegert             | Kadaň                     | malíř pokojů            | Němec     |       |
| Oskar Meier               | Kadaň                     | učedník                 | Němec     |       |
| Julie Schindlerová        | Kadaň                     | služka                  | Češka     |       |
| Berta Meierová            | Kadaň                     | šicka                   | Němka     |       |
| Aloisie Weberová          | Kadaň                     | kanc. Pomocnice         | Němka     |       |
| Marie Stöcklová           | Kadaň                     | dělnice                 | Němka     |       |
| Ferdinand Kumpe           | Kadaň                     | nádeník                 | Němec     |       |
| Hugo Nittner              | Kadaň                     | elektrotechnik          | Němec     |       |
| Marie Loosová             | Kadaň                     | žena fotografa          | Němka     |       |
| Kateřina Tschammerhöhlová | Kadaň                     | nádenníce               | Němka     |       |
| Pavel Massl               | Kadaň                     | středoškolák            | Němec     |       |
| Theodor Romig             | Kadaň                     | středoškolák            | Němec     |       |
| Josef Piwinger            | Kadaň                     | ředitel kůru            | Němec     |       |
| Růžena Hellerová          | Stříbro                   | soukromnice             | Němka     |       |
| Jan Luft                  | Stříbro                   | dělník na dráze         | Němec     |       |
| Alfred Hahn               | Karlovy Vary              | účetní                  | Němec     |       |
| Ferdinand Schuhmann       | Karlovy Vary              | dělník                  | Němec     |       |
| Josef Stock               | Karlovy Vary              | dělník                  | Němec     |       |
| Michael Fischer           | Karlovy Vary              | dělník                  | Němec     |       |
| Václav Wagner             | Karlovy Vary              | zedník                  | Němec     |       |
| Rudolf Reinhold           | Karlovy Vary              | obchodník               | Němec     |       |
| Josef Plachý              | Šternberk                 | vojín pěš. pluku č. 6.  | Čech      |       |
| Arnošt Böhm               | Šternberk                 | vojín pěš. pluku č. 6.  | Němec     |       |
| Rudolf Lehr               | Šternberk                 | pokrývač                | Němec     |       |
| Eduard Sedláček           | Šternberk                 | železniční zřízenec     | Němec     |       |
| Hermína Kirschová         | Šternberk                 | v domácnosti            | Němka     |       |
| Josefa Boleková           | Šternberk                 | továrni dělnice         | Němka     |       |
| Amalié Necklová           | Šternberk                 | v domácnosti            | Němka     |       |
| Emil Schreiber            | Šternberk                 | sazeč písma             | Němec     |       |
| Josef Simák               | Šternberk                 | dělník                  | Němec     |       |
| František Prosser         | Šternberk                 | tkadlec                 | Němec     |       |
| Matyáš Kaindl             | Šternberk                 | stolařský učedník       | Němec     |       |
| Otakar Faulhammer         | Šternberk                 | zámečník                | Němec     |       |
| Richard Tschauner         | Šternberk                 | krejčí                  | Němec     |       |
| František Mayer           | Šternberk                 | dělník                  | Němec     |       |
| Ferdinand Pudek           | Šternberk                 | tkadlec                 | Němec     |       |
| Alois Länger              | Šternberk                 | kočí                    | Němec     |       |
| Josef Laser               | Šternberk                 | soukromník              | Němec     |       |
| Bruno Schindler           | Šternberk                 | tkadlec                 | Němec     |       |